# 马克思主义学院
马克思主义学院是中华人民共和国高等院校的一个学术建制，为二级学院，主要从事思想政治教育及人文社会科学研究工作。

## 简介
1949年建国后，中共在各大高校陆续设立“马列主义教研室”、“马列教研室”、“马列主义基础教研室”、“中国革命史教研室”等类似名称的机构。这些机构后来又陆续演变为“马列主义发展史研究所”、“马克思主义理论教育研究所”、“中共党史系”、“思想政治学院”、“思想政治教育学院”、“思想政治理论学院”等类似名称的机构。
1992年，北京大学建立了全国第一个“马克思主义学院”，即北京大学马克思主义学院。 1996年，中国人民大学马克思主义学院成立，是第二家马克思主义学院。 2003年之后，湖南大学、中央民族大学、 吉首大学、西南财经大学、吉林大学等成立马克思主义学院。 截至2007年，全国高校中已经陆续成立了25家马克思主义学院。
2008年，清华大学马克思主义学院、北京师范大学马克思主义学院成立。2009年，陕西师范大学马克思主义学院成立。2015年，四川大学马克思主义学院成立。 。到2014年底，全国高校先后成立的马克思主义学院达到200家，到2016年底突破了400家。
从2016年开始，分批次设置全国重点马克思主义学院。